# Subteran (serial)
Subteran este un serial de televiziune thriller, creat de Steve Bailie. A avut premiera pe 8 ianuarie 2025 pe platforma de streaming Netflix.

## Rezumat
Cami, o tânără specialistă în TI și mamă, se regăsește în lumea interlopă din București după ce logodnicul ei Luca este ucis, iar fiul ei este ținta unei organizații criminale. Cami se infiltrează în organizație sub o identitate falsă și, împreună cu investigatorul sub acoperire Roman, se luptă cu ei din interior pentru a se răzbuna și a-și salva fiul.

## Distribuție
| Personaje                    | Actori             |
| ---------------------------- | ------------------ |
| Cami Serbu / Sonia Lazăr     | Ana Ularu          |
| Marius Roman                 | Cezar Grumăzescu   |
| Nicolae Tănase               | Florin Piersic Jr. |
| Dracu Negrescu               | Cosmin Teodor Pană |
| Tili Tănase                  | Irina Artenii      |
| Crisi Tănase                 | Irina Artenii      |
| Luca Voinea                  | Conrad Mericoffer  |
| Horațiu „Banca“ Uncheselu    | Marius Damian      |
| Ion Tatu                     | Radu Bânzaru       |
| Carmen Tatu                  | Crenguta Hariton   |
| Sabin Golescu                | Cristian Popa      |
| Burcea                       | Ovidiu Ianu        |
| Moraru                       | Sorin Tofan        |
| Doroteea Serbu               | Adriana Trandafir  |
| Matei Serbu                  | Vladimir Andriescu |
| Vasile Coman                 | Alecsandru Dunaev  |
| Florin Tomescu               | Vlad Brumaru       |
| Ionuț „Piuliță“ Tomescu      | Alex Velea         |
| Dimi Petrache                | Andreea Vasile     |
| Cornel Zisu                  | Adrian Păduraru    |
| polițist Stanca              | Alexandru Ion      |
| polițist Mitrea              | Radu Zetu          |
| porter                       | Dan Murzea         |
| patolog legist               | Emilian Marnea     |
| infirmieră de Nicolae Tănase | Madalina Craiu     |

## Episoade
| Premierele în România | N/o | Titlu român |  |
| --------------------- | --- | ----------- |  |
|                       |     |             |  |
| 08.01.2025            | 01  | Episodul 1  |  |
| 08.01.2025            |     |             |  |
| 08.01.2025            | 02  | Episodul 2  |  |
| 08.01.2025            |     |             |  |
| 08.01.2025            | 03  | Episodul 3  |  |
| 08.01.2025            |     |             |  |
| 08.01.2025            | 04  | Episodul 4  |  |
| 08.01.2025            |     |             |  |
| 08.01.2025            | 05  | Episodul 5  |  |
| 08.01.2025            |     |             |  |
| 08.01.2025            | 06  | Episodul 6  |  |